# Henrietta Ebert
Henrietta Ebert, född den 15 januari 1954 i Kirchmöser i Tyskland, är en östtysk roddare.
Hon tog OS-guld i åtta med styrman i samband med de olympiska roddtävlingarna 1976 i Montréal.